# Raciel González Isidoria
Raciel González Isidoria (31 de marzo de 1991) es un deportista cubano que compite en atletismo adaptado. Ganó dos medallas de plata en los Juegos Paralímpicos de Londres 2012.

## Palmarés internacional
| Juegos Paralímpicos | Juegos Paralímpicos   | Juegos Paralímpicos | Juegos Paralímpicos |
| Año                 | Lugar                 | Medalla             | Prueba              |
| ------------------- | --------------------- | ------------------- | ------------------- |
| 2012                | Londres (Reino Unido) | Medalla de plata    | 100 m T46           |
| 2012                | Londres (Reino Unido) | Medalla de plata    | 200 m T46           |